# Семили (район)
Семили (чеш. Semily) — район в Либерецком крае Чехии.

## География
Район Семили является историческим регионом, расположенным в юго-восточной части Северной Чехии и простирающимся от региона Чешский рай и до Крконоше. В административном отношении район был отдельной самоуправляемой единицей до 31 декабря 2002 года.
Площадь региона составляет 699 км². Численность населения округа Семили равна 74.596 человекам (на 2007 год). В округе находится 65 земельных общин и 183 посёлка — в том числе 9 городов, в которых в настоящее время проживает 60 % населения региона. Наиболее крупный из городов — Турнов. Другие города: Йилемнице, Яблонец-над-Йизероу, Ровенско-под-Тросками, Ломнице-над-Попелкоу, Високе-над-Йизероу, Рокитнице-над-Йизероу, Танвальд, Гаррахов.

## Экономика
В прошлом главную роль в экономике региона играла текстильная промышленность. Ныне на первом месте находятся машиностроение, стеклянная и пищевая промышленность. В районе Семили зарегистрировано около 17 тысяч фирм и производственных хозяйств. 51 % населения составляют трудоспособные граждане, в то же время уровень безработицы равняется примерно 6,5 %. Доходы населения в округе Семили ниже среднестатистических по Чехии и Либерецкому краю.

## Спорт и туризм
Одним из важнейших круглогодичных источников доходов для Семили является туризм. Горы Крконоше — это не только великолепное место отдыха для любителей зимних видов спорта, но и таковое для проведения международных спортивных состязаний мирового класса. Центрами горнолыжного спорта в Крконоше являются Гаррахов, Бенечко, Рокитнице-над-Йизероу, Високе-над-Йизероу. Чешский Рай же является охраняемым государством заповедником, в котором сохраняются редкие растения и исторические памятники (напр. замок Троски), лежащий на легендарной горе Козаков, месте добычи ещё во времена Средневековья драгоценных и полудрагоценных камней. Типичным для Чешского Рая является причудливый скалистый ландшафт, привлекающий любителей горных восхождений.